# Veddasca
Veddasca là một đô thị ở tỉnh Varese trong vùng Lombardia, có cự ly khoảng 70 km về phía tây bắc của Milan và khoảng 30 km về phía bắc của Varese, tại biên giới với Thụy Sĩ. Tại thời điểm ngày 31 tháng 12 năm 2004, đô thị này có dân số 315 người và diện tích là 16,6 km².
Đô thị Veddasca có các frazioni (đơn vị trực thuộc, chủ yếu là các làng) Armio, Biegno, Cadero, Graglio, Lozzo, Passo della Forcora, Cangili, Monterecchio, Nove Fontane, Alpe Quadra, Alpe Feed, Bacinetto, Pian Poso, Alpe Cadrigna, Monte Cadrigna, Pian della Croce, Alpe Cangei, Alpe Prà del Cotto, Alpe Comendone, Alpe Casmera, Caldera, Fontana, Monte Paglione, Sasso Corbaro, Alpe Rassini, Ponte Delà, Costa del Fajetto, Monte Sirti, và Passo Fontana Rossa.
Veddasca giáp các đô thị: Caviano (Thụy Sĩ), Curiglia con Monteviasco, Dumenza, Indemini (Thụy Sĩ), Maccagno, Pino sulla Sponda del Lago Maggiore, Sant'Abbondio (Thụy Sĩ).